# Mercatello sul Metauro
Mercatello sul Metauro (im gallomarchesischen Dialekt: Mercatèl) ist eine italienische Gemeinde (comune) mit 1321 Einwohnern (Stand 31. Dezember 2023) in der Provinz Pesaro und Urbino in den Marken. Die Gemeinde liegt etwa 54 Kilometer südwestlich von Pesaro und etwa 25 Kilometer westsüdwestlich von Urbino am Metauro, gehört zur Comunità montana Alto e Medio Metauro und grenzt unmittelbar an die Provinzen Arezzo (Toskana) und Perugia (Umbrien).

## Geschichte
Die Umbrer besiedelten das Gebiet ab der ausgehenden Bronzezeit. Die augusteischen Quellen berichten von den Ortschaften (Munizipien) Tiphernum Metaurense und Tiphernum Tiberinum.

## Persönlichkeiten
- Veronica Giuliani (1660–1727), Heilige der römisch-katholischen Kirche